# Gabriel Poix
Gabriel Augustin Poix (París, 8 de noviembre de 1888-Nogent-sur-Marne, 23 de enero de 1946) fue un deportista francés que compitió en remo.
Participó en dos Juegos Olímpicos de Verano en los años 1912 y 1920, obteniendo una medalla de plata en Amberes 1920 en la prueba de dos con timonel. Ganó dos medallas de oro en el Campeonato Europeo de Remo, en los años 1913 y 1920.

## Palmarés internacional
| Juegos Olímpicos   | Juegos Olímpicos  | Juegos Olímpicos | Juegos Olímpicos |
| Año                | Lugar             | Medalla          | Prueba           |
| ------------------ | ----------------- | ---------------- | ---------------- |
| 1920               | Amberes (Bélgica) | Medalla de plata | Dos con timonel  |
| Campeonato Europeo |                   |                  |                  |
| Año                | Lugar             | Medalla          | Prueba           |
| 1913               | Gante (Bélgica)   | Medalla de oro   | Dos con timonel  |
| 1920               | Mâcon (Francia)   | Medalla de oro   | Dos con timonel  |